# Josep Miralles i Garcia
Josep Miralles i Garcia   (Sabadell, 9 de juliol de 1982), conegut com a José "El Loco" Miralles, és un ex-pilot professional de Freestyle Motocross català. Al llarg de la seva carrera va guanyar més de 50 proves internacionals d'aquesta modalitat i en va obtenir un subcampionat del món individual i un campionat del món per equips, a més de sengles campionats del món i d'Europa de salt d'alçada ("highest air"), un rècord Guinness i cinc campionats d'Espanya. Cap al 2004 va esdevenir el primer especialista de l'estat espanyol a aconseguir executar un backflip (salt mortal cap enrere) amb una motocicleta de motocròs.
A començaments del 2018, Miralles anuncià la seva retirada després d'haver arrossegat una llarga lesió fruit d'una caiguda en un espectacle el 2016.

## Biografia
José Miralles va néixer en una família aficionada al motociclisme. Quan tenia quatre anys, el seu pare li va regalar una petita moto de 25 cc perquè el pogués acompanyar a les sortides que feia amb els seus amics motoristes per la muntanya. Quan en tenia cinc, el seu oncle el va apuntar a una cursa de d'iniciació a La Molina i la va guanyar. A partir d'aleshores va participar regularment en tota mena de competicions infantils i va seguir algun curset de motocròs amb antics campions d'Espanya com ara Luisake i Pablo Colomina. Durant la seva carrera en el motocròs infantil, Miralles en va guanyar sis campionats de Catalunya i tres d'Espanya.
A deu anys, cap al 1992, el va atropellar una moto mentre presenciava una cursa i li va fracturar el fèmur de la cama esquerra. Va necessitar diverses operacions per a recuperar-se'n i va restar al marge de les curses durant més de set anys. El 2002, a 19 anys, va tornar a les competicions, però aquest cop dedicat al Freestyle Motocross ("FMX"). Entre els nombrosos èxits que va assolir en aquesta especialitat durant més de 15 anys, cal esmentar el rècord Guinness de salts que va aconseguir el 2009 en encadenar deu backflips consecutius i, especialment, el campionat del món de salt d'alçada que va guanyar el 2015 a la darrera cita del mundial de Freestyle, el Night of the Jumps de Sofia (Bulgària).
El 3 de juny de 2016 va patir una forta caiguda mentre participava en un espectacle a Espartinas, Andalusia, en què es va trencar la tíbia i el peroné, amb afectació al calcani. Des d'aquell dia no va tornar a aconseguir estabilitat al taló tot i les quatre operacions a què es va sotmetre durant un any i mig. Finalment, a l'abril del 2018 es va retirar definitivament de les competicions. Malgrat tot, hores d'ara segueix vinculat al món del Freestyle tot fent de jurat al campionat del món de FMX.

## Palmarès

### Motocròs infantil
Font:
- 6 Campionats de Catalunya
- 3 Campionats d'Espanya:
  - Aleví-A 50cc (1989-1990)
  - Aleví 60cc (1992)
- Guanyador del Trofeu Nacional Bradol

### Freestyle
Font:
- 1 Subcampionat del món individual (2009)
- 2 Tercers llocs al Campionat del món individual (2010-2011)
- 1 Campionat del món per equips estatals (2014)
- 1 Campionat del món de salt d'alçada ("highest air"), 2015
- 1 Campionat d'Europa de salt d'alçada ("highest air"), 2016
- 5 Campionats d'Espanya (2005-2008, 2010)
- Rècord Guinness de salts en encadenar 10 backflips consecutius (2009)
- Guanyador de més de 50 esdeveniments internacionals, entre ells el Concurs de Salts del Supercross de Barcelona (2005)